# RPGなんてこわくない!
『RPGなんてこわくない!』（アールピージーなんてこわくない）は、原作：山本弘、作画：こいでたくによる日本の漫画作品。
『RPGマガジン』（ホビージャパン）において、1991年2月号から1991年11月号まで連載された。

## 概要
テーブルトークRPG(TRPG)入門書としての内容を、TRPG初心者である女の子を中心としたコメディとして追っていくという漫画である。企画自体は1989年頃から存在したが、その後紆余曲折を経て1991年にホビージャパンのTRPG専門誌『RPGマガジン』誌上で10ヶ月にわたって連載され、翌1992年6月には単行本も刊行された。その後は年月を経て絶版となっていたが、「入門書として最適である」というTRPG業界人からの推薦があったため、2000年にゲーム・フィールドからゲーム・フィールドコミックスの1冊として再版された。このゲーム・フィールド版では、連載当時と再版時の約10年分のギャップを埋めるために書かれた解説コラムや10年分の日本TRPG市場に関する年表、1993年の『LOGOUT』増刊に収録された本作品のセルフパロディ的短編「GM（ゲームマスター）なんてこわくない!?」なども収録されている。

## 登場人物
那智イルミ（なち イルミ）
本作品の主人公。コンピュータRPGしかプレイしたことがなかったが、友人のコズミから誘われたのがきっかけでTRPGにのめり込む。名前の元ネタはアメリカのカードゲーム『イルミナティ（en:Illuminati (game)）』。
コズミ幹太（コズミ かんた）
イルミの家の隣に住む同級生。初心者のイルミに基本的なことを教えられるくらいにはTRPGに慣れている中級者ゲーマーである。名前の元ネタはボードゲーム『コズミック・エンカウンター』。
魚津カー（うおず カー）
黒マントをまとい、高笑いしながら現れる男。「さすらいのゲームマスター」を自称し、コズミにTRPG勝負を挑んでくる。ゲーマー歴は長く、マニアックなネタや念入りに作りこまれた作品を持ちだしてはくるが、周りが見えておらず失敗したりトラブルを起こしたりするギャグメーカー。名前の元ネタはアメリカのボードゲーム「カー・ウォーズ（en:Car Wars）」。
山本弘（やまもと ひろし）
原作者本人が漫画の中にレギュラー出演するというメタフィクション的キャラクター。ベテランゲーマーでありクリエイターでもある立場から、詳細な解説や適切なアドバイスを行う。作中ではしばしばアニメや特撮ヒーローの格好をして登場し、魚津から「本質的にオレと同じ性格なんじゃないか？」とツッコまれている。

## 本編
第1話 テーブルトークRPGってなんだ? -RPGの基礎知識-
隣の家のコズミから「テーブルトークRPG」に誘われたイルミ。TRPGとは何か、どのように進行するかの基礎部分が説明される。
第2話 RPGってどうやるの? -プレイの基本テクニック-
第1話から続きで、実際にTRPGがどのように行われるか、イルミが参加したセッションを追う形で描写される。
第3話 対決!究極のRPG -楽しいプレイのしかた（1）-
すっかりTRPGにハマったイルミたちの前に、謎の男・魚津が出現。「日本中のゲームマスターを倒す」計画の第一歩としてコズミに挑戦してくる（なぜそんなことをするのかは、純粋に漫画のストーリーを盛り上げるための都合であり、魚津本人にも理由がわかっていない、というのがメタギャグになっている）。勝負当日、自作の「究極RPG」を持ち出してきた魚津に対し、コズミが用意したのはRPGのジャンル名すら冠していないボードゲーム『アステロイド』だった。
第4話 RPGってどうしてできたの? -RPGが誕生するまで-
第3話のRPG勝負から「RPGの定義とは?」という問題に踏み込んだイルミたち。彼らの前に現れた「RPG仮面」は、社員研修のロールプレイングや幼児のごっこ遊びを踏まえた上で、TRPGを生み出した1970年代のゲーマーについて語る。
第5話 星の数ほどRPG -ゲーム大紹介-
「RPG仮面」こと山本弘が、イルミとコズミを相手にファンタジー・SF・ホラーなど各種ジャンルのTRPGについて具体的なタイトルを挙げて紹介する。
第6話 どこで、だれと、どうやって -仲間の輪を広げよう-
プレイを繰り返すうち、会場の確保や参加メンバーの不足といった問題に行き当たるようになったイルミたちは、山本弘をはじめとしたグループSNEの人々に相談する。安田均、水野良といったグループSNEのメンバーが実名で登場。
第7話 ダンジョンがいっぱいモンスターがいっぱい -楽しいプレイのしかた（2）-
ゲームサークルに参加することでプレイの機会が増えたイルミたち。ダンジョンアドベンチャー、シティ・アドベンチャーなどの分類論を経て、TRPGを遊ぶためのシナリオはどうあるべきかを学ぶ。
第8話 ゲームマスターってどうやるの？ -ゲームマスターの基本テクニック-
プレイヤーとして経験を積んできたイルミは、自分もゲームマスターを務めてみたいと考えるようになる。ゲームマスターとしてのシナリオ作成方法、セッションを円滑にすすめるための基礎知識について語る。
第9話 RPGってあぶないの? -こんなことに注意せよ!-
ゲームの中で、捕虜にしたゴブリンを殺すかどうかで口論になってしまったイルミたち。プレイヤーとキャラクターの倫理観の差をどう扱うかという問題から、TRPGが若者の精神に与える影響について、そして非ゲーマーである世間の人々からの偏見にどう対処すべきかまで踏み込んで考える。
第10話 未来に向かって -これからのRPG-
イルミが見た未来世界の夢、という設定で「未来のTRPGはどうなるのか」を予想する。
いろんなゲームで遊ぼう!　-お薦めボードゲーム&カードゲーム-
ホビージャパンコミックス版の単行本に書き下ろされた番外編。TRPGコンベンションで時間が余ってしまったという状況で、TRPGよりも短時間で遊べるボードゲームやカードゲームについて語る。ただし、紹介されている名作ゲームの大半が（ホビージャパンコミックス版での発表時点で）すでに絶版になっており、それを本編中のギャグとして扱いつつ日本のボードゲーム市場のマイナーさを嘆くという話になっている。
GM（ゲームマスター）なんてこわくない!?
ゲーム・フィールドコミックス版にのみ収録。1993年に『LOGOUT』増刊「テーブルトークRPGスペシャル」に掲載された短編漫画。『RPGなんてこわくない!!』本編と直接の関係はない。主人公の少年「増太（ますた）」が、憧れの女の子「綺也羅（きやら）」を含めたプレイヤーたちとのセッションでゲームマスターを務めることになるが、実はシナリオを全く用意しておらず、アドリブでセッションを進行させていく、という話である。
あとがき漫画
ホビージャパンコミックス版には、あとがきとして原作者の山本弘が作画まで担当した「山本弘のひそかな野望」、作画のこいでたくが自身のTRPG初体験を語る「RPG がこわい  なんてこわくない!!（訂正部分は原文ママ）」の2本が収録されていた。ゲーム・フィールドコミックス版では「山本弘のひそかな野望」が未収録となり、新版あとがきとして山本弘の「怪獣なんてこわくない!」こいでたくの「RPGなんてこわい」が収録されている。
その他
ゲーム・フィールドコミックス版では、各話の後に原作者が解説や裏設定を語る「解説コラム」と、1990年から1,999年にかけてのTRPG業界の動向や発売された製品を1ページ1年のペースで列記した「日本RPG90年代史」が挿入されており、ホビージャパンコミックス版からの約10年分の変化をフォローしている。

## 書籍情報
- ホビージャパンコミックス：1992年6月発売　ISBN 978-4-938461-68-3
- ゲーム・フィールドコミックス：2000年11月発売　ISBN 978-4-907792-12-1